# Erpfting
Erpfting ist ein Stadtteil von Landsberg am Lech im oberbayerischen Landkreis Landsberg am Lech.

## Geschichte
Bis zur Gemeindegebietsreform 1978 war der Ort zusammen mit Ellighofen eine selbstständige Gemeinde. Erpfting besitzt eine eigene Freiwillige Feuerwehr, einen Kindergarten, eine Grundschule und eine Filiale der VR-Bank Landsberg-Ammersee.
Auf der Gemarkung Erpfting befindet sich die Europäische Holocaustgedenkstätte. 1985 konnte die Bürgervereinigung Landsberg im 20. Jahrhundert einen Teil des Areals des ehemaligen Geländes des KZ-Außenlagers Kaufering VII – Erpfting erwerben und begann im folgenden Jahrzehnt mit dem Ausbau zur Europäischen Holocaustgedenkstätte, um eine Erinnerung an den Holocaust auf Dauer und in Würde zu ermöglichen. Anton Posset konnte damals Alexander Moksel mittels der Anregung von Franz Josef Strauß überzeugen, die finanziellen Mittel für den Kauf bereitzustellen. Die Bunker waren damals verwahrlost und wurden von einer Rockergruppe, den „Devil Knights“, als Vereinsheim genutzt. Von Anfang an pflegte die Bürgervereinigung das Grundstück, um deren Erhalt und Konservierung sicherzustellen. Die Gedenkstätte wurde im Jahre 2009 von der Bürgervereinigung Landsberg im 20. Jahrhundert an die Europäische Holocaustgedenkstätte Stiftung übergeben.
Durch Erpfting führt die alte römische Staatsstraße Via Claudia Augusta.

## Wappen
Amtliche Beschreibung: „Über von Rot und Silber geteiltem Schildfuß in Silber ein wachsender roter Greifenlöwe, der mit beiden Tatzen einen roten Schlüssel hält.“ (Ministerielle Zustimmung durch Entschließung vom 23. März 1955, Aktenzeichen I B 1 – 3000 – 29 E/2)

## Baudenkmäler
Siehe auch: Liste der Baudenkmäler in Erpfting
- Katholische Pfarrkirche St. Michael
- Pfarrhaus
- Maria-Eich-Kapelle (Erpfting)

## Bodendenkmäler
Siehe: Liste der Bodendenkmäler in Landsberg am Lech

## Verkehr
Der Haltepunkt Erpfting-Friedheim liegt an der Fuchstalbahn, jedoch halten keine Züge.